# Joie par les livres
Joie par les livres (česky Radost z knih), též Centre national du livre pour enfants (Národní centrum knih pro děti) je francouzská knihovna v Paříži, která uchovává literaturu pro děti a mládež. Od roku 2008 je součástí Francouzské národní knihovny (v oddělení literatury a umění) pod oficiálním názvem Centre national de la littérature pour la jeunesse – La Joie par les Livres.

## Historie
Joie par les livres bylo původně sdružení, které v roce 1963 založila mecenáška Anne Gruner-Schlumberger, aby provozovalo knihovnu pro děti na předměstí. Asociace sídlila ve 14. obvodu na Boulevardu Edgar-Quinet. Jako sídlo knihovny bylo vybráno město Clamart, kde byla knihovna otevřena v roce 1965.
Sdružení rovněž otevřelo dokumentační centrum dětských knih pro odborníky (knihovníky, učitele, vědce). V roce 1967 se asociace přestěhovala na Avenue du Maine a v roce 1970 Ministerstvo národní výchovy a Národní knihovna poskytly asociaci prostory v ulici Rue de Louvois ve 2. obvodu.
V roce 1972 byla asociace rozpuštěna a Joie par les livres byla připojena k Ministerstvu národní výchovy a později k Národní knihovnické škole (École nationale supérieure de bibliothécaires).
V prosinci 1973 vypršela smlouva mezi státem a městem Clamart a majetek knihovny připadl městu.
Dokumentační centrum se od roku 1980 nazývá Centre national du livre pour enfants (Národní centrum knih pro děti) a v roce 1982 se usídlilo v ulici Rue Saint-Bon. Od roku 1983 má právo povinného výtisku jednoho exempláře všech knih pro děti.
V roce 1993 byla Joie par les livres připojena k Národnímu výzkumnému ústavu pedagogiky (Institut national de recherche pédagogique). V roce 1997 byla Joie par les livres připojena k Ministerstvu kultury.
V roce 2003 bylo rozhodnuto soustředit všechny aktivity na jedno místo na Boulevard de Strasbourg č. 25, k čemuž došlo v červnu 2005.
Od 1. ledna 2008 je centrum připojeno k Francouzské národní knihovně, kde je součástí oddělení literatury a umění. Sídlo na Boulevardu de Strasbourg bylo uzavřeno 15. července 2009 a přesunuto do hlavní budovy Národní knihovny na Rue de Tolbiac.

## Činnost
Centrum má čítárnu s 58 místy a 20 000 dokumentů ve volném výběru. V depozitáři uchovává přes 190 000 dokumentů od 17. století a zahrnující francouzskou produkci knih pro děti a mládež od 60. let. Rovněž zahrnuje frankofonní literaturu pro děti, především africkou, a sbírku knih pohádek.
Centrum má rovněž archiv, jehož mnohé dokumenty obsahuje digitální knihovna s internetovým přístupem. Tvoří francouzskou sekci International Board on Books for Young People (Mezinárodní unie knih pro mládež). Z tohoto titulu navrhuje francouzské autory na Cenu Hanse Christiana Andersena. Joie par les livres se rovněž podílí na propagaci francouzských knih v zahraničí a zahraniční literatury ve Francii.